# Xystrocera chalybeata
Xystrocera chalybeata är en skalbaggsart som beskrevs av Charles Joseph Gahan 1890. Xystrocera chalybeata ingår i släktet Xystrocera och familjen långhorningar.
Artens utbredningsområde är:
- Botswana.
- Malawi.
- Zimbabwe.

Inga underarter finns listade i Catalogue of Life.